# Les Closanes
Les Closanes és una masia situada en el terme municipal de Moià, a la comarca catalana del Moianès. Pertany a la parròquia de Santa Coloma Sasserra. Està situada a llevant de la vila de Moià, a migdia del punt quilomètric 31,5 de la carretera N-141c, molt a prop i a ponent de la Cova del Toll. És a la dreta del torrent del Gomar, a prop i al sud-oest de les ruïnes de la masia del Toll i al sud de la masia de Perers.